# Le Plessis-Brion
Le Plessis-Brion è un comune francese di 1 483 abitanti situato nel dipartimento dell'Oise della regione dell'Alta Francia.

## Società

### Evoluzione demografica
Abitanti censiti